# Dragon Ball Z: Uma Vingança Para Freeza
Dragon Ball Z: Uma Vingança Para Freeza (japonês: ドラゴンボールZ とびっきりの最強対最強, Hepburn: Doragon Bōru Zetto: Tobikkiri no Saikyō tai Saikyō, traduzido como: O Incrível "Mais poderoso vs. Mais poderoso") é o 5.º filme de Dragon Ball Z lançado oficialmente em 21 de Julho de 1991, entre os episódios 99 e 100 do anime. A dublagem brasileira foi feita pelo estúdio Álamo. O filme possui uma sequência chamada O Retorno de Cooler.

## Enredo
O filme introduz como principal antagonista o personagem Cooler, irmão mais velho de Freeza. O filme inicia com uma cena de Flashback da luta entre Freeza e Bardock, momentos depois de uma nave casulo ser enviada à Terra com Goku. Apesar de Freeza não ter percebido a pequena aeronave, a nave de Cooler a detecta, porem, este não se interessa pela situação pois julgava que a fuga do pequeno Goku era problema de Freeza. Após isso, passaram-se mais de 20 anos e Goku agora era adulto e já havia transformado em Super Saiyajin e derrotou Freeza no Planeta Namekusei. Após descobrir isso, Cooler manda sua tropa as Forças Especiais Cooler(com os membros: Salza, Neiz e Doore) para a Terra, onde eles deveriam matar Goku e recuperar a honra da sua família. Os três emboscam Goku, Gohan, Kuririn e Oolong que estavam acampando, mas mesmo assim necessitam da ajuda de seu comandante. Para impedir que Gohan fosse morto, Goku acaba bloqueando um ataque de Cooler com seu próprio corpo e acaba inconsciente.
Os quatro conseguem escapar e Kuririn deixa Goku repousando em uma caverna. Enquanto isso, Gohan foi voando até a Torre do Mestre Karin para obter algumas Sementes dos Deuses. Ele conclui sua missão, mas durante a volta, é atacado pelas Forças Especiais de Cooler. Pouco antes de ser quase morto novamente, Piccolo aparece e o salva. Gohan então parte para levar as sementes ao seu pai e Piccolo se encarrega dos três inimigos. Sem muito esforço ele mata Doore e Neiz. Quando estava prestes a matar Salza, Cooler aparece e o bombardeia com um poderoso raio de Ki. Ele manda Salza atrás de Gohan e volta a atacar Piccolo. Gohan chega à caverna onde estavam os outros, mas Salza o alcança e destrói as Sementes dos Deuses, exceto uma extra, dada à Gohan por Yajirobe. Goku come a semente e começa a se recuperar. Salza derrota Kuririn e Gohan mas Goku aparece totalmente recuperado. Segundos depois, Cooler aparece com o corpo inconsciente de Piccolo e o bombardeia novamente para deixar Goku furioso. Goku ataca Salza que é lançado para longe e começa a luta contra Cooler.
Após Goku se mostrar forte o suficiente para poder aguentar os golpes de Cooler, este decide mostrar sua próxima e última transformação. Em sua nova forma, Cooler facilmente derrotou Goku, mas antes de matá-lo, resolveu destruir toda a paisagem que seu olhar alcançava. Goku vê um pequeno pássaro que é morto pelo grande Ki de Cooler e pensa que se Cooler vencesse a luta, todos os seus amigos e família iriam ter o mesmo destino. Ele então segura o pássaro morto e se transforma em Super Saiyajin, dando ao pássaro energia suficiente para reviver. A luta recomeça e Cooler, assim como seu irmão, percebe que era extremamente inferior ao poder do Super Saiyajin. Em uma tentativa de matar Goku e explodir a Terra, ele utiliza sua técnica mais poderosa, a Supernova, uma enorme esfera de calor. Goku segura a Supernova, mas ela o empurra até o solo e começa a quebrá-lo. Entretanto, Goku foi capaz de devolvê-la para Cooler utilizando o Kame-hame-ha. O ataque vai em direção à Cooler e o empurra até o Sol. Pouco antes de ser incinerado, Cooler se lembra da nave espacial que deixou escapar anos atrás e percebe que Goku era quem estava dentro dela. Cooler então admite que Freeza não era o único tolo da família, mas ele também.
Na Terra, Goku, Kuririn e Gohan ainda sem energias começam a procurar Piccolo, mas são surpreendidos por Salza. Ele se prepara para matar os três, mas é morto por um Makankosappo disparado a uma grande distância. Goku então começa a olhar ao seu redor por Piccolo, e o filme acaba com este olhando fixamente para o céu.

## Personagens do filme
Grupo protagonista
- Goku
- Gohan
- Piccolo
- Kuririn
- Bardock - Em flashback

Grupo Antagonista
- Cooler - irmão de Freeza que vem à terra para se vingar dos que derrotaram o mesmo. É o principal antagonista do filme.
- 'Forças Especiais Cooler - Assim como Freeza possui as Forças Especiais Ginyu, Cooler possui as Forças Especiais Cooler, constituída de seus três soldados mais poderosos: Neiz, Doore e Salza.
- Salza (サウザー, Sauzaa) - É o capitão das Forças Especiais Cooler. Loiro de pele lilás, é capaz de derrotar Gohan e Kuririn ao mesmo tempo. Piccolo luta com ele e quase o mata, mas Cooler aparece e o derrota. Mais tarde, com a derrota de seu chefe, ele tenta matar Goku, mas é atingido por um MakankoSappo. No jogo Dragon Ball Z: Budokai Tenkaichi 3, é dito que ele disputou a vaga de capitão com Ginyu. Ginyu perdeu e foi para a tropa de Freeza, onde ganhou bastante importância. Então, é revelado que ele é da mesma raça de Yiz, membro das Forças Ginyu.
- Doore (ドーレ, Dōre) - É um guerreiro de pele verde, sempre visto com um capacete. Ao lado de seus companheiros, lutou contra Piccolo, mas foi totalmente desintegrado por um Saiko no Kogenki(raio pela boca).
- Neiz (ネイズ, Neizu) - Tem pele avermelhada e a capacidade de esconder sua cabeça. Tenta eletrucutar Piccolo, mas ele reverte o ataque de Neiz, matando-o.
- Freeza - em flashback

## Dublagem
| Personagem   | Seiyu           | Dublador           | Dobrador             |
| ------------ | --------------- | ------------------ | -------------------- |
| Son Goku     | Masako Nozawa   | Wendell Bezerra    | Henrique Feist       |
| Son Gohan    | Masako Nozawa   | Fátima Noya        | Henrique Feist       |
| Piccolo      | Toshio Furukawa | Luiz Antônio Lobue | Vítor Rocha          |
| Kuririn      | Mayumi Tanaka   | Fábio Lucindo      | Fernanda Figueiredo  |
| Oolong       | Naoki Tatsuta   | Angelica Santos    | Ricardo Spínola      |
| Chichi       | Naoko Watanabe  | Raquel Marinho     | Fernanda Figueiredo  |
| Mestre Kame  | Kõhei Miyauchi  | Gileno Sontoro     | Ricardo Spínola      |
| Mestre Karin | Ichiro Nagai    | Marcelo Pissardini | António Semedo       |
| Yajirobe     | Mayumi Tanaka   | Vagner Fagundes    | António Semedo       |
| Coola        | Ryusei Nakao    | Carlos Campanile   | Paulo Espírito Santo |
| Salza        | Sho Hayami      | Ulisses Bezerra    | Ricardo Spínola      |
| Doore        | Masaharu Satou  | Mauro Castro       | Paulo Espírito Santo |
| Neiz         | Masato Hirano   | Tatá Guarnieri     | Vítor Rocha          |
| Freeza       | Ryusei Nakao    | Carlos Campanile   | Ricardo Spínola      |
| Bardock      | Masako Nozawa   | Wellington Lima    | Henrique Feist       |

## Músicas
Abertura
- Cha-La Head-Cha-La[3]
  - Letra: Yukinojō Mori, Música: Chiho Kiyooka. Arranjo musical: Kenji Yamamoto. Vocal: Hironobu Kageyama

Encerramento
- とびっきりの最強対最強 (Tobikkiri no Saikyō tai Saikyō!, The Incredible Mightiest vs. Mightiest?) [3]
  - Letra: Masaru Satō. Música: Chiho Kiyoka. Arranjo musical: Kenji Yamamoto. Vocal: Hironobu Kageyama e Ammy